# Mutabor
Mutabor — другий студійний альбом литовської співачки Аліни Орлової.
На обкладинці — фотографія, що була зроблена Аліною у Еквадорі під час подорожі Латинською Америкою.

## Композиції
1. Širdis
2. Šilkas
3. Лихорадка
4. Stars
5. Vaikelis
6. Bobby
7. Чудеса
8. Anyway
9. Kibirkštėlė
10. Amerika
11. Ajajai
12. Čia
13. Fireflies
14. Forewa